# Paga (ort)
Paga är en ort i Ghana.   Den ligger i regionen Övre östra regionen, i den norra delen av landet, 600 km norr om huvudstaden Accra. Paga ligger 208 meter över havet och antalet invånare är 102.
Terrängen runt Paga är platt. Runt Paga är det ganska tätbefolkat, med 93 invånare per kvadratkilometer. Närmaste större samhälle är Navrongo, 11,1 km söder om Paga. Omgivningarna runt Paga är en mosaik av jordbruksmark och naturlig växtlighet.